# Портрет художника КНР Ци-Му-Дуна

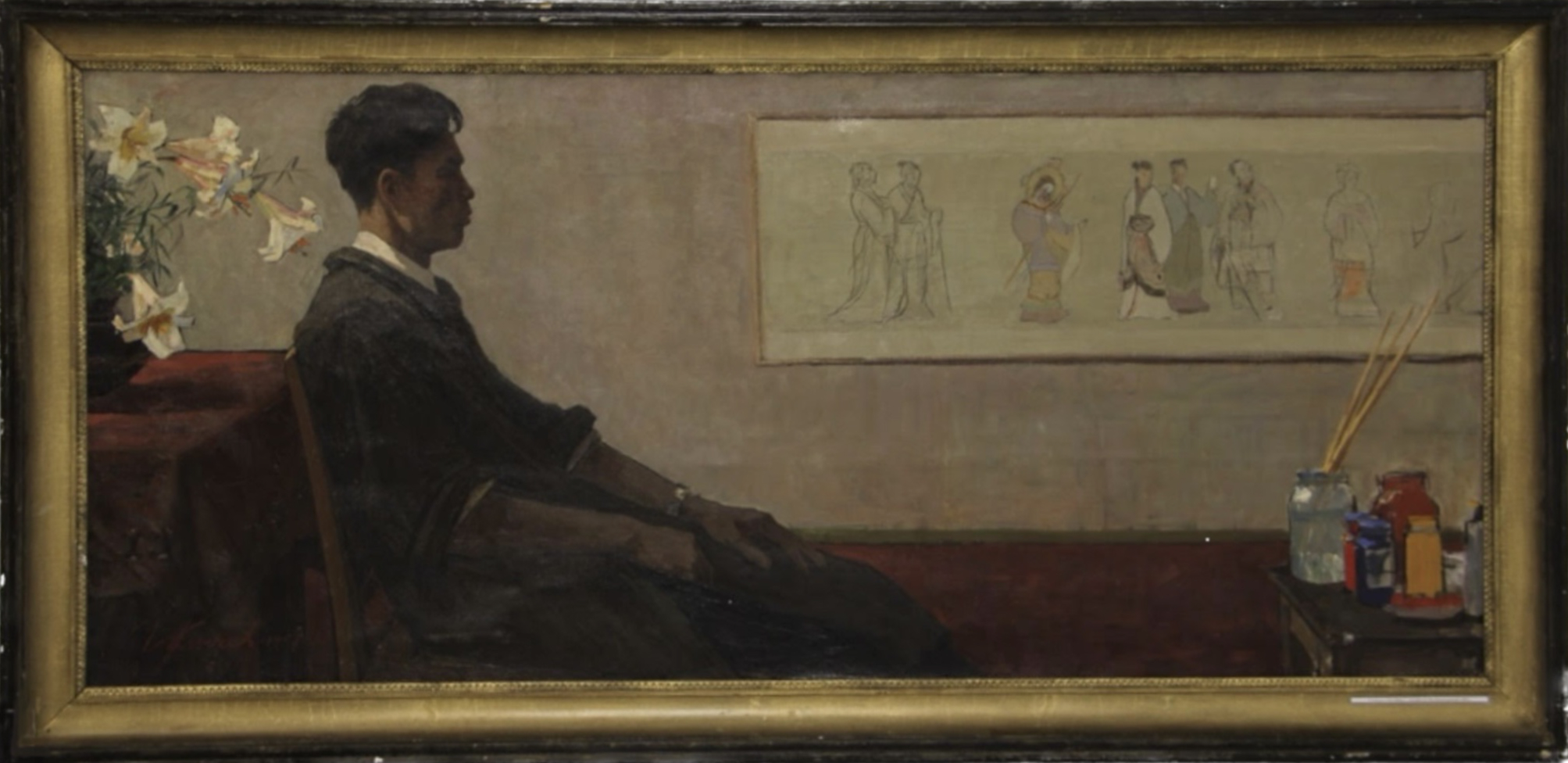
Портрет художника КНР Ци-Му-Дуна

## История создания
Картина создана летом 1957 года в Ленинграде во время обучения в аспирантуре института им. И. Е. Репина в творческой мастерской А. М. Герасимова., во время работы над монументальным полотном на историческую тему «За лучшую долю (На интервентов)» Музей изобразительных искусств Туркменистана. На картине изображен студент института Ци-Му-Дун, одетый в серый рабочий халат, в момент размышления над ходом творческой работы. Статика сидящей модели сконцентрирована на действии, модель погружена в созерцание будущей картины, это момент усиливает и намеренная отдаленность художника от табурета с банками ярких красок, возникает напряженный «диалог» творца со своим произведением. Радикальна композиция картины: голова модели почти упирается в верхнюю грань холста, свободного пространства остается очень мало — около трех-четырех сантиметров, планы делятся на монохромные плоскости серой стены и коричневато-бордового окрашенного пола. Полотно вытянуто по вертикали, фигура художника изображена в профиль, ей вторит плоскость стола, диагональ пола, свиток гравюры на стене. Это был один из первых портретов зарождающегося «сурового стиля».

## Значение картины
Особая заслуга портрета Ци-Му-Дуна в творчестве Иззата Клычева состояла, по мнению И. Кистович-Гиртбан, в развитии академических традиций института им. И. Е. Репина в их соединении с новыми тенденциями формирующегося «сурового стиля» и глубоким анализом наследия Джеймса Уистлера, его программных картин как «Аранжировки в сером и чёрном, № 1: портрет матери» (музей Орсе, Париж, Франция), портрете критика и философа Т. Карлейла- «Аранжировка в сером и чёрном № 2: портрет Томаса Карлейла» (ок. 1872—1873, Художественная галерея и музее Кельвингроув. Глазго. Шотландия). По словам И. Кистович-Гиртбан, композиционные элементы, прочтенные Клычевым у Уистлера, в новом контексте получили иную динамику, особую композиционную заостренность, акцентирование, таким образом, они включились в основные пластические коды «сурового стиля», стали активно использоваться другими мастерами.
Картина имела большой успех и активно экспонировалась, в том числе за рубежом в 1958 году (Бельгия, Египет, Китай). Во время Всесоюзной юбилейной художественной выставке в Центральном выставочном зале (Манеж), открытой 5 ноября 1957 года. Критик, искусствовед, художник Игорь Эммануилович Грабарь назвал её «жемчужиной выставки», о чём упоминает туркменский искусствовед и критик Огульнабат Мухатова

## Цитата
«Я стал несколько другим возможно более серьёзным. Я просто пока сам этого не пойму, но мне кажется, что я не такой, каким был раньше. И работать стал несколько иначе. Считаю, что это пока хорошо».
Иззат Клычев, из письма к жене. Ленинград, 17 апреля 1958. Архив семьи художника.

## История экспонирования в 1957—1958 годах
Первой выставкой, на которой художник впервые представил портрет зрителю, стала Всесоюзная художественная выставка (Москва, 1957). В Манеже участвовало 2142 художника, экспонировалось 5 532 произведений. Для Всемирной выставки в Брюсселе экспертное жюри отобрало 90 работ — 50 живописных и 40 скульптурных композиций. В Брюсселе в каталоге русского отдела указано 200 художников, экспонировалось 307 произведений. Заместитель министра внешней торговли СССР (1954—1959) Иван Григорьевич Большаков в книге «Всемирный смотр» указывает 50 произведений живописи, 40 скульптур, 200 графических работ. Из художников молодого поколения в Бельгию поедут В. Ветрогонский, И. Клычев, Д. Мочальский, А. Мыльников, Т. Яблонская. В Брюсселе экспонировались две картины И. Клычева: «За лучшую долю (На интервентов)» и «Портрет художника КНР Ци-Му-Дуна». (обе находятся в собрании Музея изобразительных искусств Туркменистана).
После Брюсселя «Портрет Ци-Му-Дуна» вошел в экспозицию выставки, проходящей с 8 по 21 июля 1958 года в Пекине во Дворце Гугун, на которой были представлены работы, созданные в 1955—1957 годах. Участвовало 376 художников, экспонировалось 543 произведений живописи, скульптуры и графики. В ноябре 1958 года в честь образования 21 февраля 1958 года Объединенной Арабской Республики на выставке советского искусства в Каире экспонировались работы 53 ведущих советских художника, экспонировалось 116 произведений живописи и скульптуры.
После Китая картина была приобретена Музея изобразительных искусств Туркмении, стала первым портретом кисти И. Н. Клычева, приобретенные в музейное собрание. После приобретения полотно не покидало стены музея.

## Критика
«Но Клычев никогда не был спонтанным, за каждой его новой картиной стоит раздумье, поиск, ясное понимание цели. Не в углубленном ли интересе к наследию „Мира искусства“, к достижениям Уистлера, чтению „Записок“ Остроумовой-Лебедевой, часам, проведенным в академические библиотеки над листами японской гравюры, в поездке в 1959 году в Корею находится секрет его прорыва? И вот результат — как ранее у Бакста, у Сомова, происходит проникновение в пластический код Уистлера… Не благодаря, а вопреки шло формирование нового Клычева. Он создаст пластическую живописную систему, в корне отличную от академической живописи, воспевающую гимн красоте мира, красоте человека…Это фундаментальное ощущение цельности красоты мира сближает его с принципом „искусство для искусства“ Джеймса Уистлера. Уистлер становится для Клычева „мостом“, позволяющим совершить переход от академизма к новой живописи».
Ирина Кистович-Гиртбан.

## Выставки
Всесоюзная юбилейная художественная выставка (Москва, 1957). Центральный выставочный зал (Манеж). 1957
Первая послевоенная Всемирная выставка в Брюсселе (ЭКСПО 58). Брюссель. Бельгия. 1958
Выставка произведений советских художников. Каир. Египет. 1958.
Дворец Гугун. Пекин. КНР. 1958.